# 文化人形
文化人形（ぶんかにんぎょう）とは、
1. 大正から昭和初期にかけて作られた、洋装の布製の人形のこと。ぶらぶら人形・ヘロヘロ人形・はなちゃんとも。
2. 1 を模して作られた人形のこと。
3. 布製の人形のこと。
4. ポーズ人形やフランス人形(日本独自発展のロココ調、布製人形)、サクラビスク[1]などを含め、大正時代から昭和初期にかけて作られた人形の総称。

狭義には 1 および 2 を指すが、既に流通している人形に対して後付けで付けられた名称のため、用法にかなりの幅がある。
文化人形の「文化」とは、文化住宅、文化包丁など様々な派生語を生んだ、当時の流行語。

## 歴史
文化人形の歴史ははっきりしない。明治から大正にかけて日本に輸入された西洋人形(ぬいぐるみ人形やカントリードールと呼ばれる抱き人形)や着せ替え人形を模して作られたと考えられている。

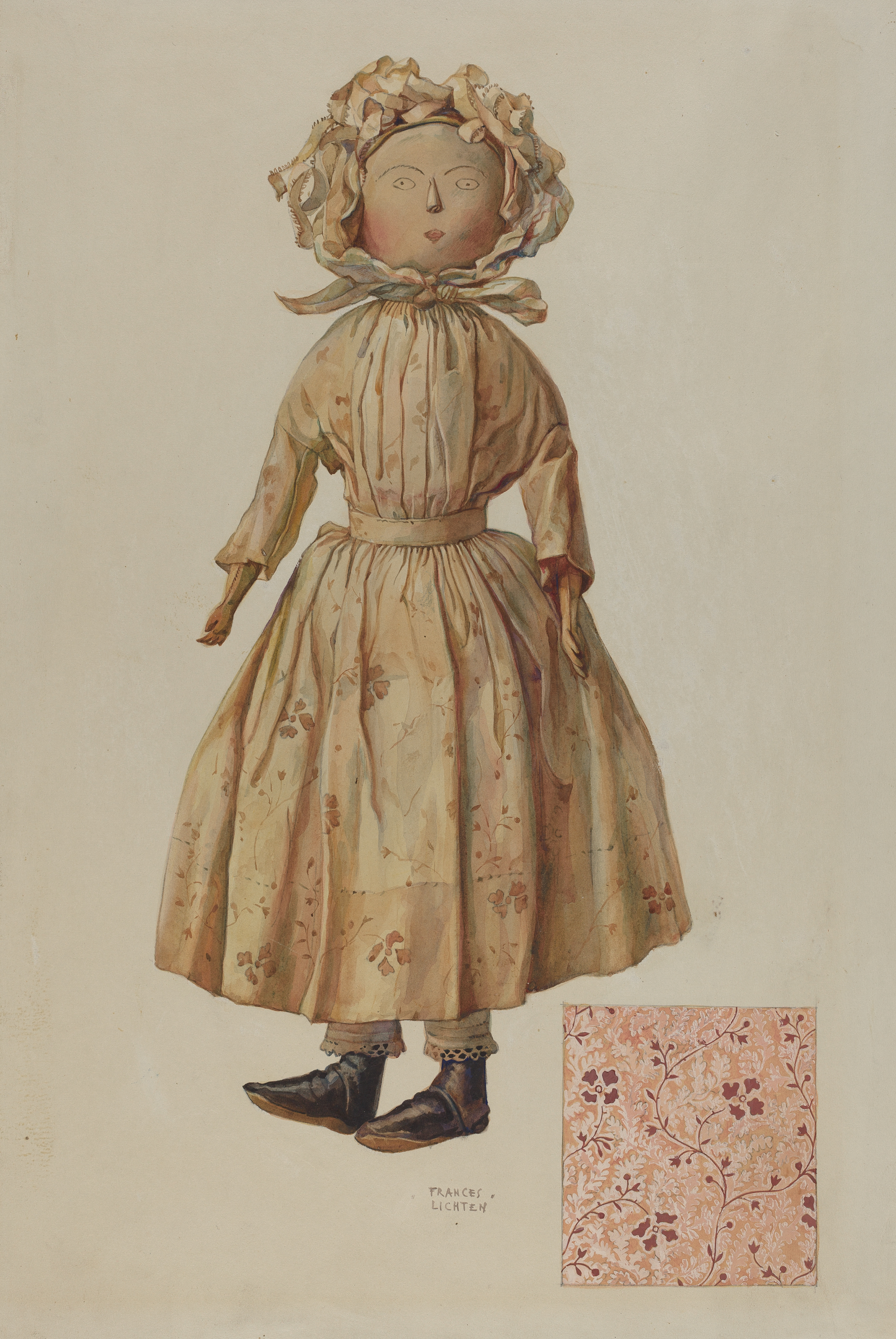
1935-1942頃の西洋のぬいぐるみ人形

もっとも古い公的な資料は、大正時代に業界団体が作成した販売価格表だが、すでに市販されている文化人形を後付けで定義したため、漏れが多い。

## ぶらぶら人形
- 頭と胴は一体整形されている。
- 顔は別布に描かれ、頭部に貼り付けられている。
- 頭はボンネットや帽子で覆われているため、髪の毛は前髪がわずかにのぞく程度である。
- 手足は筒状で、胴に簡単に縫い止められているため、人形を持ち上げた際にぶらぶらと揺れ動く。
- 衣装はエプロンドレスやAラインワンピースが多い。胴に縫いつけられている場合と着せかえ遊びが行える場合とがある。
- 靴は足に直接彩色されているため、脱がせることはできない。
- 中の詰め物は、木毛が使われている。硬くて軽い。

## ポーズ人形・フランス人形
この節の出典:　　

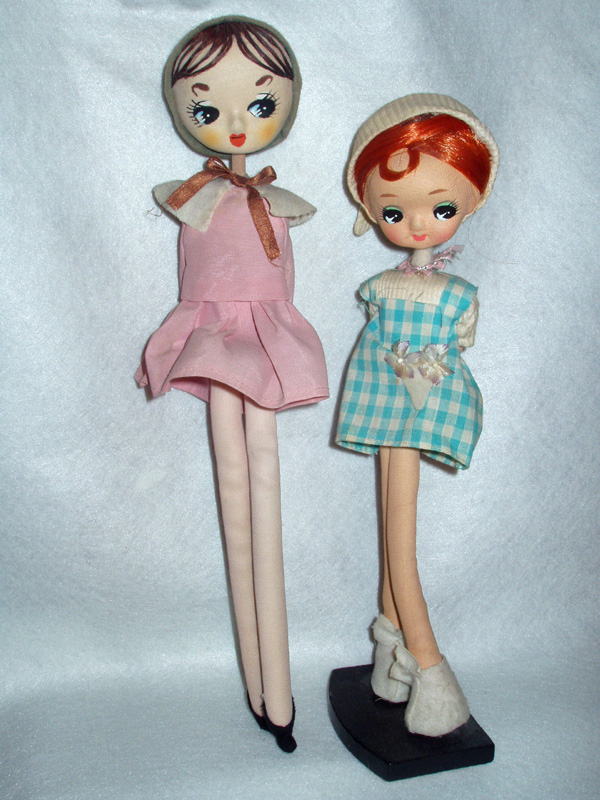
ポーズ人形

ポーズ人形とは、当時のファッション誌を参考にデザインされた、一番可愛らしく見えるポーズで固定されたおしゃれな人形。
フランス人形とは、フランスのビスクドールや

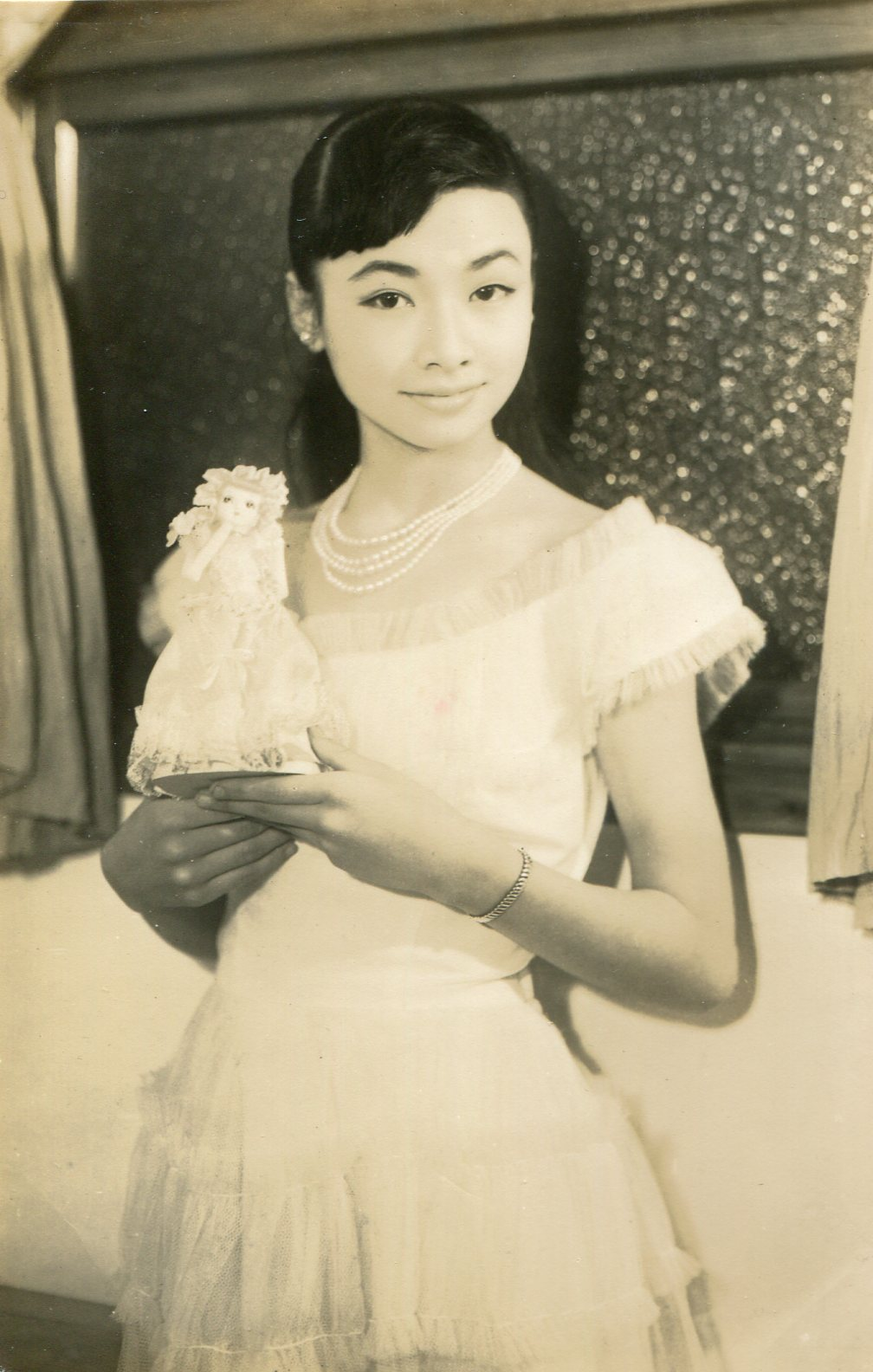
人形と雪村いづみ（1950年代）

ファッションドールをもとにしているロココ調のドレスや宝塚歌劇団の衣装をイメージして造られた人形。
西洋のビスクドールやファッションドール(着せ替え人形)を参考にしているが､日本人形の会社が作っているため､作り方や素材は日本人形と同じである。
素材は顔は布製で、手足の芯材は針金に脱脂綿を巻いて、足元は円形の台に固定され、観賞用になっている。「リボン(スキヨ人形)」「サクラ人形」「HEKINAM DOOLL」がある。